# Tinodon
Tinodon és un gènere extint de mamífers teriformes de la família dels tinodòntids que visqueren a Europa i Nord-amèrica des del Juràssic superior fins al Cretaci inferior, fa entre 140,2 i 155,7 milions d'anys. Se n'han trobat restes fòssils als Estats Units, Portugal i el Regne Unit. A primera vista, les seves dents recorden les del kuehneoteri, entre altres coses pels angles obtusos que hi ha entre les cúspides principals. El nom genèric Tinodon significa 'dent castigadora'.